# Juffer
Eine Juffer – ripuarisch „Jufe“ oder „Jofe“ (Plural „Jufere“, Koseform „Jüfesche“ oder „Jööfche“) – bezeichnet im Rheinland, speziell entlang der Rur zwischen Heimbach (Eifel) und dem Jülicher Land sowie an der Inde im Gebiet um Eschweiler ursprünglich eine Jungfrau, Betschwester oder Frömmlerin. Heute wird das Wort abfällig gebraucht, meist verbunden mit dem Zusatz „alte“ und im Sinne von „sitzen gebliebene, verknöcherte, untaugliche (alte) Jungfrau“: Do köt di aal Jufe op os Huus aan! (‚Da kommt die alte Jungfrau auf unser Haus zu!‘)

## Juffern in Sagen und Erscheinungen
Andererseits sind Juffern Bestandteil von Sagen im westlichen Rheinland. Besonders viele Juffernsagen sind aus dem Dürener, Eschweiler und Jülicher Raum an Rur und Inde bekannt, weil sie dort der Dürener Schulrektor Heinrich Hoffmann (1848–1918) vor einhundert Jahren gesammelt und veröffentlicht hat. Es ist davon auszugehen, dass es zwischen Eifel und Rhein ebenfalls viele Juffernsagen gab, doch sie sind nur vereinzelt aufgeschrieben worden. In diesen Sagen werden die Juffern – im Gegensatz zum heutigen Gebrauch – als selbstbewusste, majestätische und alterslose Jungfrauen beschrieben, vor denen sich die Bäume verneigen. Sie tragen nur selten eine Kopfbedeckung wie spitze Hütchen, Myrtenkronen oder Schleier. Sie erscheinen entweder zu dritt oder allein. Sie werden als stumme Wesen bezeichnet, und es wird in den Sagen davor gewarnt, sie anzusprechen, da dies den Tod zur Folge habe. Sie schritten segnend und gütig, manchmal trauernd, durch ihr Schutzgebiet und fielen durch hübsches, feenhaftes Aussehen, hoheitsvollen Gang und vornehme Kleidung auf – ganz im Gegensatz zu den hässlichen Hexen, die ebenfalls ihren Platz in der Sagen- und Märchenwelt an der Rur haben. Besonders die Kleidung fällt Augenzeugen auf, die von an die Ubiertracht der Matronen erinnernde Kleidung, blendend weißen Gewändern und langer, beim Gehen rauschender Seide sprechen. Daher rühren Bezeichnungen wie wisse Juffer (= weiße Juffer) und ruschije Juffer (= rauschende Juffer). Daneben existierte auch die „schwazze Juffer“ (schwarze Juffer), deren Erscheinung als unheilverkündend galt. Oft kündigte dieses Rauschen die Juffer kurz vor ihrer Erscheinung an.
Von einer Jufferdreiheit berichten Sagen aus Dürboslar, Frauenrath und Röhe: Sie werden Kriesch- oder Gräll-Märge, Pell-Märge und Schwell-Märge genannt.
Auch von tanzenden und jauchzenden Juffern wird berichtet, welche fröhliche Fruchtbarkeits- und mythische Mondtänze meist im Mai und zur Mittsommerzeit vollziehen. Wiederum tritt ein Unterschied zu Hexen klar hervor: Jufferntanzplätze liegen nicht im dunklen Wald, sondern auf Wiesen und Feldern.
Manche Juffern sind in alten Burggemäuern niedergelassen und können mit verstorbenen Burgjungfrauen gleichgesetzt werden. Sie übernehmen in verschiedenen Fällen, vor allem im Jülicher Land, die Rolle der Weißen Frauen, die in den Burgen oder in deren Nähe gesichtet werden und durch ihr Erscheinen häufig den Tod eines Familienmitglieds ankündigen. Hier haben wir es sicherlich mit der Verschmelzung von zwei Sagentypen (Fachbegriff: Kontamination) zu tun.
Eine mögliche Erklärung der zahlreichen Juffernsagen mit Juffern und kopflosen Frauen sind die Götterbilder und Matronensteine, welche während der Christianisierung geköpft oder verstümmelt wurden, denn Juffernsagen stammen zumindest scheinbar fast ausschließlich aus Gegenden, wo auch Matronensteine gefunden wurden. Ferner erschienen sie wie die Matronen jeweils nur in einem bestimmten Gebiet, ihrem Schutzgebiet. Jedoch kommen die auf Ehe hindeutenden Matronenhauben in den Sagen nicht vor. Nach dieser Interpretation lebten die gallo-römischen Göttinnen, die sog. Matronen, also nach dem Ende ihrer Verehrung in der Sagenwelt und als Erscheinungen im Volksglauben weiter. Die Betonung der Jungfräulichkeit der Juffern kann ein Hinweis auf die Dominanz der mittleren, jungfräulichen Göttin der Matronendreiheit oder eine christliche Hervorhebung sein.

## Die Juffer als schädigende Wiedergängerin
In mehreren Überlieferungen aus dem Jülicher Land (Koslar, Linnich) ist von Juffern die Rede, welche keineswegs in das oben entworfene Bild einer edlen Jungfrau passen, die segnend und lächelnd über die Felder schreitet. Oft wurden diese Erscheinungen als kopflos geschildert, und dann galten sie durchweg als gefährlich. Die Entstehung des Figurentyps „kopflose Juffer“ wird manchmal auf christliche Zerstörungen zurückgeführt, die ihren Ausdruck beispielsweise in der Zerschlagung der Köpfe von vorchristlichen Matronenbildern fand. Doch scheint dies eine platte Deutung aus dem Nachhinein zu sein, denn der Typus des Kopflosen ist keineswegs an die Juffer gebunden, sondern auch an den „kopflosen Mann“ und – vor allem am Mittellauf der Rur – an den „kopflosen Reiter“, der dem Lebenden in der Nacht sowohl schädigend als auch mahnend begegnet. Der „kopflose Junker“ von Koslar greift einer Magd, die in der Nacht über die Felder geht, an die Brust und lässt sie binnen weniger Tage abmagern und sterben.
Der Volksmund versuchte die Kopflosigkeit dieser Erscheinungen mit einem zu Lebzeiten nicht gesühnten Verbrechen, für das der Betreffende hätte geköpft werden müssen, zu erklären. Im Falle der Juffern wurde häufig angenommen, dass es sich um Kindsmörderinnen handelte, d. h. um junge Frauen, die aus Angst und Scham ihr Neugeborenes getötet und verscharrt oder in den Fluss geworfen hatten. Eine solche „Kengsjuffer (Kindsjuffer)“ wurde an der Rur bei Leversbach (zwischen Düren und Nideggen) gesichtet. Die junge Frau hatte sich ertränkt und war hernach an der Nordseite des Friedhofs, d. h. in ungeweihter Erde, beigesetzt worden (Eselsbegräbnis). Der Kindsmord und die Selbsttötung waren nach traditioneller Auffassung ein Grund für den Wiedergang der Frau, d. h., sie stieg in der Nacht aus dem Grab und ging als „lebender Leichnam“ an der Stätte ihres Verbrechens um. Die „Juffer von Leversbach“ trug stets ein Bündel in den Armen, das ihr ermordetes Kind symbolisieren sollte. Dass die umgehenden Toten oft ohne Kopf erschienen, lässt sich wohl am ehesten mit dem uralten Glauben verbinden, dass der Kopf der Sitz der Seele sei. Da die kopflosen Wiedergänger(innen) zu Lebzeiten ein schweres Verbrechen begangen hatten, musste ihre Seele im Fegefeuer oder in der Hölle brennen, während der restliche Körper zur Warnung an die Lebenden Nacht für Nacht umgehen musste. Solche Wiedergängerinnen galten als gefährlich. Man durfte sie weder ansprechen noch verspotten. Allenfalls durfte der Mensch, der ihnen begegnete, ein Gebet für ihr Seelenheil sprechen, was die Erlösung der Sünderin und das Ende ihres Herumspukens bedeutete. Wer sich nicht an dieses Tabu hielt, bezahlte oft mit seinem Leben: Die Tote erdrückte ihn, zog ihn mit sich in den Fluss oder versetzte ihm eine so heftige Ohrfeige, dass der Mann daran starb oder einem lebenslangen Siechtum verfiel. Besonders an Fluss- und Bachläufen erschien die Juffer als Aufhockerin, d. h., sie sprang dem Lebenden auf den Rücken und ließ sich ein Stück weit tragen, wobei sie immer schwerer wurde und den völlig entkräfteten Menschen auf den Boden drückte, bevor sie absprang und in Nacht und Nebel verschwand. Diese Eigenschaft teilt die rheinische Juffer mit anderen Spukgestalten der Region, dem Aachener Bahkauv (Bachkalb) und dem Werwolf, der in seiner aufhockenden Spielart zwischen Düren und Köln als „Stüpp“ bezeichnet wird.
Den oben erwähnten tanzenden und jauchzenden Juffern standen oft bedrohliche Frauengestalten gegenüber, die den nächtlichen Wanderer in ihren Reigen einbezogen und ihn erschöpft oder halbtot am Boden liegen ließen. Sie hatten ihm durch den wilden Tanz die Lebenskraft entzogen, die sie offenbar benötigten, um selbst weiterzuleben. Hierdurch wird diese Spielart in die Nähe mittel- und osteuropäischer Sagenfiguren (Vilen, Vampire) gerückt. Die Überlieferungen berichten häufig davon, dass die tanzenden Juffern den Mann, den sie einmal ergriffen hatten, nicht wieder losließen, bis er völlig entkräftet war. Dies lässt den Schluss zu, dass es sich bei ihnen keinesfalls um körperlose Geistwesen handelte, sondern um „lebende Tote“, denen der Volksglaube besondere Körperkräfte nachsagt. Erst in jüngerer Zeit scheint der Wiedergängercharakter dieser Wesen zu Gunsten einer gewissen Gespensterhaftigkeit in den Hintergrund getreten zu sein, wenngleich dies im offenen Widerspruch zu anderen Überlieferungen steht. Es ist nicht von der Hand zu weisen, dass einige Sagensammler des 19. Jahrhunderts hier redigierend eingegriffen und die untoten Juffern in die Nähe von guten Feen gerückt haben, was sich dann auch bestens zur Untermauerung der Matronen-Theorie eignete.
Eine Vermischung mit dem Feentypus zeigt sich auch in einer besonderen Spielart der Juffer, die vor allem zwischen Düren und Linnich vorkommen: In der Nähe des Gutes „Haus Verken“ bei Merken (Kr. Düren) tritt in bestimmten Nächten eine schwarze Juffer aus einem Baum und verkündet die Namen derjenigen Menschen, die innerhalb eines bestimmten Zeitraumes sterben werden. Wer sie sieht, ist ebenfalls dem Tode geweiht. Zuweilen sieht der Betreffende sich im Traum oder in einer gespenstischen Erscheinung im Tanz mit der Juffer bzw. mit den drei Juffern, wodurch sein baldiges Ableben angesagt wird. Möglicherweise haben wir es bei der Baumjuffer mit einem Relikt des Glaubens an weibliche Baumgeister zu tun, die mit der Gestalt der Juffer verschmolzen sind. Auch die Gestalt des Nachzehrers oder Nachholers, d. h. eines immer noch „aktiven“ Toten, der aus dem Grab heraus seine Verwandten zu sich unter die Erde zieht, mag in diese Figur mit eingeflossen sein.
Dieser Umstand könnte als Beleg herangezogen werden, dass die Juffer – oder zumindest wichtige Elemente, die sich zu dieser Sagenfigur vereinigt haben – ursprünglich eine Wiedergängerin war und durchaus als schädigend angesehen wurde. Dies stünde durchaus im Einklang mit der neuerdings von verschiedenen Seiten vorgetragenen These, dass sich der Glaube an böswillige Untote nicht auf den südosteuropäischen Raum beschränkte und allein den Vampirtypus betraf, sondern als eine gesamteuropäische Glaubensvorstellung zu betrachten ist, die sich von Griechenland und der Ukraine bis nach Island nachweisen lässt und lediglich durch spätere Einflüsse fast bis zur Unkenntlichkeit überformt wurde, wobei das Christentum und insbesondere die protestantischen Kirchen sowie die Industrialisierung, aber auch die Verfälschung durch romantisierende Sagensammler eine wichtige Rolle gespielt haben.

## Beispiele für Juffernsagen im Rheinland
Vorab ist zur lokalen Verteilung der überlieferten Juffernsagen anzumerken, dass fast alle diesbezüglichen Aufzeichnungen auf den Dürener Oberlehrer Heinrich Hoffmann zurückgehen. Alle späteren Sagensammlungen basieren fast ausschließlich auf seinen Recherchen, die er zwischen 1900 und 1910 im Raum zwischen Heimbach (Eifel) und dem Jülicher Land sowie im Eschweiler Raum durchführte. Wie aus den Ausführungen seines Biografen Gottfried Henssen zu entnehmen ist, wird die wissenschaftliche Verwertbarkeit der gedruckten Ausgabe von 1911–14 durch drei Mängel beeinträchtigt: 1. In der näheren Umgebung der Industriestädte an Rur und Inde (Düren, Jülich und Eschweiler) waren die Informanten häufig nicht bzw. nicht mehr bereit, offen über die altbekannten Spukgestalten (Juffern, Werwölfe, Wiedergänger) Auskunft zu erteilen, da sie dem als Autorität auftretenden Schulleiter Hoffmann gegenüber nicht als abergläubisch erscheinen mochten. 2. Hoffmann publizierte nur einen Teil seiner umfangreichen und heute fast vollständig verschwundenen Aufzeichnungen. 3. Hoffmann ordnete einen bestimmten Sagentypus einem Ort zu, vermerkte aber nicht, ob und vor allem wie oft er ihn noch anderswo hatte nachweisen können. Daher ist eine quantifizierende, das heißt Schwerpunkt setzende Zuordnung oder Verteilung des Juffernglaubens, etwa in eine Gegend mit archäologisch nachgewiesenem Matronenkult, eher spekulativ.
Kopflose Juffern kommen im Eschweiler Raum vor: zwischen Kinzweiler und Hehlrath, bei der Burg Kinzweiler, bei Hastenrath, bei Lürken, in Schevenhütte, bei Gut Bovenberg zwischen Nothberg und Hücheln, in der Eschweiler Altstadt, in Röhe und beim Haus Palant bei Weisweiler.
- Bei der Greenskuhl am Drimbornshof in Dürwiß wird von einer Juffer berichtet.
- Der Juffer in der Kuhgasse (heute: Bismarckstraße) in Eschweiler (Städteregion Aachen) darf man laut Sage nicht zu nahe kommen, weil sie gefährlich sei.
- Eine Sage der Heimbacher Burg (Kreis Düren) und eine Sage aus Dürwiß (Städteregion Aachen, vormals Kreis Jülich) berichten von Juffern, welche Obstdiebe von den Bäumen schütteln, diese vertreiben und dann laut jauchzen und klatschen.
- Die Juffer vom Hohenstein bei Eschweiler ist besonders schön gekleidet und trägt einen seidenen Schirm, ein silberbeschlagenes Totenbuch in der Hand sowie einen Blütenkranz auf dem Kopf. Man soll sie nicht ansprechen, sonst wird man in dem Buch notiert und muss noch im selben Jahr sterben.
- Die Juffer von Jüngersdorf (Kreis Düren) trägt ein schwarzes Gewand wie in Trauer, und ihr Angesicht verhüllt ein lang herabwallender, schwarzer Schleier. Andere sind halb weiß und halb schwarz gekleidet.
- Bei Kall (Kreis Euskirchen) geistern Juffern in dem Waldgebiet Kindshardt, wo man jedoch noch keine Matronensteine fand. Bei einem dortigen römischen Kanal und der Stolzenburg wird von drei Juffern erzählt, welche sich in der Urft spiegeln und Vorbeiziehenden den Tod bringen.
- In Merzenich (Kreis Düren) berichtet ein Bauer von drei tanzenden Juffern, die eines Mittags lachend und sich an den Händen fassend auf seinem Haferfeld im Kreise tanzen.
- Die Juffern von Nettersheim (Kreis Euskirchen) sitzen in mondhellen Nächten dort, wo Wellenbach und Schleifbach in die Urft fließen. Oberhalb dieser Stellen liegt ein Matronentempel.
- Bei Scherpenseel (Stadtteil von Eschweiler) soll eine weiße, Tod bringende Juffer in einem alten Baum hausen. Sie tritt um Mitternacht heraus, schreitet oder schwebt zur Gressenicher Mühle, die in den lokalen Sagen allerdings auch als Tummelplatz der Hexen (in Katzengestalt) bekannt war, und kehrt in den Baum zurück.
- In Türnich (Rhein-Erft-Kreis) wird von einer in der so genannten „Juffernbuche“ hausenden Juffer berichtet, die Sonne und Mond liebt und mitternachts, mittags oder zur Dämmerung erscheint.
- In Köln auf der Hohe Straße nahe der Severinstorburg spukt eine vornehme, wunderschöne, reich gelockte, sehr hoch gewachsene Dame und begegnet nächtlichen Wanderern. Sie ist stumm und ihre Umarmung bringt den Tod innerhalb weniger Tage. Hier ist freilich anzumerken, dass die Zugehörigkeit zum Juffern-Typ sehr fragwürdig ist, denn diese Spukgestalt gehört eindeutig einer ländlichen und keineswegs einer großstädtischen Umgebung an. Natürlich ist es möglich, dass hier Sagenelemente aus dem bäuerlich geprägten Umland (Rhein-Erft-Kreis) mit einer Spukgestalt aus der Stadt, etwa vom Typus „Weiße Frau“, verschmolzen.
- Zwischen Ederen und Freialdenhoven (Kreis Düren, vormals Kreis Jülich) geistern Juffern im Merzbachtal umher, wie es ein Gedicht beschreibt.
- In der „Sage von den Trollblumen“ sind es die Juffern, die die Trolle davor bewahren im „Geschwämm“ zu versinken. Als Wegmarkierung lassen sie Blumen mit gelben Köpfen (Trollblumen) aus dem Moor sprießen.
- Zwischen Nideggen und Heimbach gibt es einen roten Sandsteinfelsen, die sog. 'Jufferlei'.

Weitere Juffernsagen gibt es in und bei Bonn, in Derichsweiler (Düren), Gürzenich (Düren) und Leversbach bei Untermaubach (Kreis Düren), Hehlrath (Städteregion Aachen), Mechernich (Kreis Euskirchen), Nörvenich (Kreis Düren) und Weisweiler (Städteregion Aachen, vormals Kreis Düren) sowie bei Bedburg (Rhein-Erft-Kreis), bei Gey (Kreis Düren), bei Koslar, Linnich und Tetz (bei Jülich) und Hambach (Kreis Düren), bei Satzvey (Kreis Euskirchen), bei Köln-Wahn und zwischen Euchen und Bardenberg bei Würselen (Städteregion Aachen).

## Denkmäler
In Geilenkirchen (Kr. Heinsberg) erinnert eine moderne Brunnenplastik des Aachener Bildhauers Bonifatius Stirnberg an die „Haihover Juffer“.

## Sonstiges
- Eine erstklassige Weinlage an der Mosel ist die Brauneberger Juffer.
- Bei alten Rahseglern ist die Juffer ein runder Holzblock mit drei oder vier Löchern zum Spannen und Festzetzen der Wanten; heute durch Wantenspanner ersetzt.
- Die  Weiße Frau der Burg Bentheim wird in der Sage „de witte Jüffer“ genannt (niederdeutsch Jüffer = Jungfrau, Jungfer).